# Союз (телеканал)
Телеканал «Союз» — первый православный телеканал России. Первый день вещания был 31 января 2005 года. Смена частоты вещания: 19 декабря 2021 года. Новая частота: 11034 (ТР126).
Количество зрителей — более 1 миллиона 300 тысяч.

## История
Идея сделать православное телевидение принадлежала отцу Димитрию (Байбакову). Из воспоминаний Полины Митрофановой: «пригласили работать на православное радио с первого дня его существования. Ну, и тут так постепенно у игумена Димитрия возникла мысль: а не сделать ли нам ещё и ТЕЛЕпрограмму. И тут уже деваться некуда, и с благословения и с дерзновения всё началось. Знаний не было, но было большое желание, огонь в глазах горел. Программы делали все молодые ребята, операторы, насколько мне помнится, были не самые опытные тогда… Но, тем не менее, аудитория была у нас программа не только не закрылась, но и переросла в нечто, с хорошей точки зрения, катастрофически большее».
31 января 2005 года вещание началось из Первоуральска. До этого на 21 ТВК в Первоуральске вещала информационно-развлекательная телекомпания «21 канал». Время вещания в первые дни было ограниченно до полуночи.
Весной 2005 года телеканал переехал в Екатеринбург, оставив в Первоуральске лишь передатчик.
С 1 июля 2005 года телеканал вещает круглосуточно.
21 декабря 2005 года в Москве на заседании Федеральной конкурсной комиссии по телерадиовещанию было принято решение о предоставлении телекомпании Екатеринбургской епархии «Союз» права на эфирное вещание на 21 ТВК в городе Екатеринбурге.
12 мая 2009 года телеканал «Союз» начал вещание со спутника «Ямал-201» (90° в. д.). При помощи данного спутника вещание будет осуществляться на Дальний Восток, Камчатку, Курилы, Сахалин, Колыму, Эвенкию и Якутию
20 октября 2010 года телеканал «Союз» начал своё вещание на страны Европы, Ближнего Востока, Северной Африки и Северной Америки. Вещание запущено на двух новых спутниках: «HotBird-6» (13 E) и «Galaxy-19» (97 W).
Ксения Лученко в 2011 году дала такую оценку телеканалу:

«Союз» производит несколько десятков своих передач — от чтения Евангелия в эфире до культурологических и социальных проектов, делает информационные программы. Выглядит это всё для московского зрителя несколько дико: батюшки под пафосную классическую музыку на фоне вечнозелёных комнатных растений или ковров произносят проповеди, в закадровых текстах в репортажах могут звучать разнообразные перлы типа «верующие прошли мимо гроба владыки, выражая тем самым непоправимость утраты». Сочетание стилистики районного кабельного телевидения и специфического православного сленга производит порой комический эффект. Но тем не менее именно «Союз» действительно востребован широкой аудиторией православных прихожан и в целом соответствует тому, как они сами видят себя и церковную жизнь. Кроме того, он формирует единую картину жизни Русской православной церкви по всей стране и даже в странах бывшего СССР, потому что транслирует передачи, которые производят десятки небольших православных студий от Одессы до Сибири. Если смотреть эфир долго, насладишься всеми оттенками говоров русского языка — от крымского фрикативного «г» до вологодского оканья.

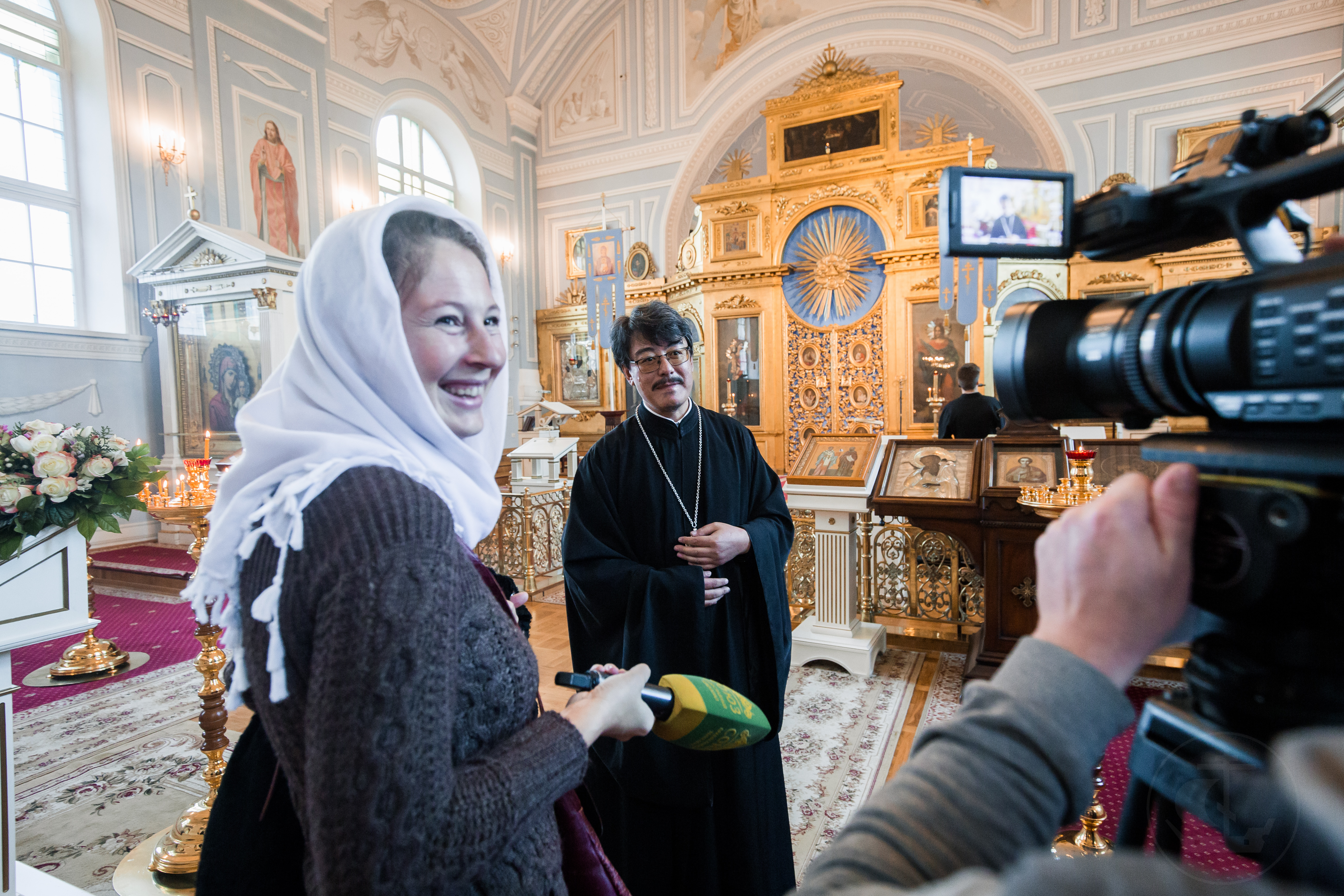
Китайский православный священник Павел Сунь Мин даёт интервью телеканалу Союз

10 декабря 2012 года творческий коллектив телекомпании «Союз» в номинации «События. Подвиги. Люди» награждён Национальной премией «Имперская культура» имени Эдуарда Володина за служение Отечеству.
1 апреля 2013 года митрополит Киевский Владимир (Сабодан) наградил «За заслуги перед Церковью» телеканал орденом УПЦ преподобного Нестора Летописца I степени. Орденами II степени награждены митрополит Екатеринбургский и Верхотурский Кирилл, руководитель Православного телеканала «Союз» игумен Димитрий (Байбаков), директор Московского представительства телеканала Сергей Юргин, сотрудник телеканала протоиерей Алексей Ладыгин.
31 января 2015 года на базе «Союза» был создан новый телеканал «Музсоюз», вещание которого началось в этот день в интернете. Пробное вещание началось в апреле того же года. В эфире будут как музыкальные ролики и концерты православных исполнителей, фолк-коллективов, так и «разговорные» программы о музыке, в том числе классической.
В июле 2021 телеканал перешёл на вещание в Full HD 1080i.

## Современное состояние
Телеканал «Союз» является краудфандинговым проектом — телевидением, финансируемым только за счёт пожертвований зрителей; их сумма составляет 15—20 миллионов рублей ежемесячно. На начало 2017 года корпункты канала работали в Москве, Санкт-Петербурге и Минске. Более 50 епархий Русской православной церкви размещали в эфире канала свои регулярные программы, более 100 — присылали свои сюжеты. Прямые включения и трансляции организуются из самых разных точек России и зарубежья.

### Эфирное вещание
Свердловская область
- Алапаевск — 23 канал
- Артёмовский — 30 канал
- Арти — 39 канал
- Асбест — 23 канал
- Ачит — 23 канал
- Байкалово — 25 канал
- Бисерть — 26 канал
- Верхний Тагил — 47 канал
- Верхняя Салда — 27 канал
- Верхняя Тура — 21 канал
- Верхотурье — 28 канал
- Волчанск — 25 канал
- Гари — 24 канал
- Екатеринбург — 21 канал
- Ивдель — 30 канал
- Ирбит — 24 канал
- Каменск-Уральский — 57 канал
- Камышлов — 33 канал
- Карпинск — 34 канал
- Краснотурьинск — 44 канал
- Красноуральск — 25 канал
- Красноуфимск — 22 канал
- Кушва — 37 канал
- Лесной — 33 канал
- Михайловск — 23 канал
- Нижние Серги — 38 канал
- Нижняя Салда — 27 канал
- Нижняя Тура — 33 канал
- Новая Ляля — 41 канал
- Новоуральск — 27 канал
- Пелым — 27 канал
- Первоуральск — 21 канал
- Пышма — 33 канал
- Реж — 23 канал
- Рефтинский — 43 канал
- Североуральск — 29 канал
- Серов — 30 канал
- Староуткинск — 30 канал
- Сухой Лог — 27 канал
- Тавда — 21 канал
- Талица — 51 канал
- Тугулым — 41 канал
- Туринская Слобода — 33 канал
- Шаля — 23 канал
- Богданович — 43 канал
- Дегтярск — 23 канал
- Качканар — 40 канал
- Невьянск — 37 канал
- Таборы — 33 канал
- Туринск — 21 канал

Челябинская область
- Южноуральск — 41 канал

Москва
- Ясенево[15]

### Через кабельное телевидение
- Россия

Казахстан
- Алма-Ата
- Караганда
- Рудный

Латвия
- Лиепая
- Даугавпилс
- Рига
- Юрмала

Молдавия
- Басарабяска
- Извоаре
- Кишинёв

Польша
- Хайнувка

Украина
- Кривой Рог
- Одесса
- Глухов

Эстония
- Пярну
- Таллин

### Спутниковое вещание
Операторы
- «НТВ-Плюс»
- «Триколор ТВ»
- «Континент-ТВ»

В открытом доступе (FTA)
- «ABS-2 75°»
- «Eutelsat 36A»
- «Yamal 201»
- «Horizons 2»
- «Hispasat 1E»
- «Galaxy-19»